# Näsby församling, Linköpings stift
Näsby församling var en församling i Linköpings stift inom Svenska kyrkan i Östergötland. Församlingen uppgick 1784 i Rystads församling som 2009 uppgick i Åkerbo församling.
Församlingskyrka var Näsby kyrka, som revs i anslutning till att Rystads kyrka var klar 1784.

## Administrativ historik
Församlingen har medeltida ursprung och utgjorde ett eget pastorat, stiftets minsta, tills 1784 då församlingen uppgick i Rystads församling.

## Kyrkoherdar
| Verksam   | Namn                           | Levnadstid | Övrigt                                            |
| --------- | ------------------------------ | ---------- | ------------------------------------------------- |
| 1290–1300 | Salmundus                      | –1300      |                                                   |
| 1526      | Esgerus                        |            |                                                   |
| 1527      | Joannes Sollare                |            | Senare hospitalspredikant i Linköping.            |
| 1560–1592 | Petrus Tuss                    | –1592      |                                                   |
| 1594–1604 | Benedictus Petri Blome         | 1563–1625  | Senare kyrkoherde i Björsäters församling.        |
| 1604      | Petrus Laurentii               |            |                                                   |
| 1604–1619 | Martinus Petri                 | –1619      |                                                   |
| 1625–1646 | Nicolaus Erici                 | –1646      |                                                   |
| 1648–1657 | Magnus Petri Wamalius          | 1599–1670  | Senare kyrkoherde i Sunds församling.             |
| 1657–1668 | Laurentius Svenonius Rystadius | –1668      |                                                   |
| 1670      | Gustavus Marci                 | –1670      |                                                   |
| 1670–1699 | Simon Erici                    | –1699      |                                                   |
| 1699–1729 | Laurentius Betulander          | –1729      |                                                   |
| 1731–1742 | Anders Strand                  | 1684–1742  |                                                   |
| 1742–1749 | Jonas Lichfeldt                | 1705-1756  | Senare kyrkoherde i Ringarums församling.         |
| 1750–1765 | Hans Hederström                | 1710–1792  | Senare kyrkoherde i Skärkinds församling.         |
| 1765–1777 | Anders Johan Hult              | 1730–1777  |                                                   |
| 1777–1778 | Nils Duværus                   | 1743–1778  | Utnämnd 1777. Var hospitalspredikant i Linköping. |
| 1778–1784 | Jonas Mörtling                 | 1733–1803  | Senare kyrkoherde i Rystads församling.           |

## Klockare, kantor och organister
| Ämbetstid | Namn                       | Levnadstid | Övrigt   |
| --------- | -------------------------- | ---------- | -------- |
| 1723-1731 | Per                        |            | Klockare |
| 1732-1735 | Erik Persson               | 1707-1735  | Klockare |
| 1735-1776 | Germund Sunesson Wåhlander | 1709-1776  | Klockare |
| 1771      | Carl                       |            | Klockare |
| 1783      | Bengt Sandahl              |            | Klockare |

### Fotnoter
1. ↑  Nationell Arkivdatabas Referenskod: SE/058024999, läst: 19 augusti 2018.[källa från Wikidata]
2. ↑  ”Förteckning (Sveriges församlingar genom tiderna)”. Skatteverket. 1989. http://www.skatteverket.se/privat/folkbokforing/omfolkbokforing/folkbokforingigaridag/sverigesforsamlingargenomtiderna/forteckning.4.18e1b10334ebe8bc80003999.html. Läst 17 december 2013.
3. ↑  Meurling, Erik; Johan Alfred Westerlund, Johan Axel Setterdahl (1916-1917). Linköpings stifts herdaminne. 2. Linköping: Östgöta Correspondentens Boktryckeri AB. sid. 102-104. Libris 41148